# Francesco de' Medici di Ottaiano
Francesco de' Medici di Ottaiano, italijanski rimskokatoliški diakon in kardinal, * 28. november 1808, Neapelj, † 11. oktober 1857.

## Življenjepis
16. junija 1856 je bil povzdignjen v kardinala in imenovan za kardinal-diakona S. Giorgio in Velabro.